# Android Beam
Android Beam je funkce mobilního operačního systému Android, která umožňuje posílat data pomocí technologie NFC (Near field communication). Umožňuje tak rychlou výměnu dat na krátkou vzdálenost (většinou přímým dotykem dvou zařízení). Je možné přenášet různorodá data, jako jsou webové záložky, kontaktní informace, pokyny, videa z YouTube a další. Android Beam byl poprvé představen v Androidu 4.0 (Ice Cream Sandwich).

## Popis

### Použití
Android Beam se aktivuje umístěním dvou zařízení zadními stranami k sobě, přičemž sdílen bude obsah, který je zobrazen na obrazovce jednoho ze zařízení. Je-li možné obsah odeslat, obsah na obrazovce se zmenší a v horní části se zobrazí zpráva „Dotykem přeneste“. Klepnutí na obrazovku pošle obsah z jednoho zařízení na druhé. Pokud jsou zařízení ve své blízkosti a připravena k přenosu, dojde k přehrání zvuku. Po přenosu dat je přehrán buď potvrzovací tón nebo negativní tón, který označuje chybu při přenosu. Přenášený obsah poté zmizí z obrazovky zařízení, což označuje že je přenos kompletní. Sdílení je pouze jednosměrné a odesílající zařízení nezíská žádný obsah ze zařízení přijímajícího.

### Požadavky
Pro aktivaci funkce Android Beam musí obě zařízení podporovat technologii NFC, mít tuto technologii a funkci Android Beam povolenou v nastavení zařízení a mít odemčenou obrazovku.

### Aktualizace 4.1 (Jelly Bean)
Od Androidu 4.1 (Jelly Bean) mohou zařízení používat Android Beam pro odesílání fotek a videí přes Bluetooth. Android Beam používá NFC k zapnutí Bluetooth na obou zařízeních, k jejich okamžitému spárování a k opětovnému vypnutí Bluetooth po dokončení přenosu na obou zařízeních. Toto funguje pouze mezi zařízení s Androidem verze 4.1 a vyššími.

### Podpora aplikací
Pro přenos určitého obsahu musí mít aplikace přidanou podporu pro Android Beam, aby mohla kontrolovat obsah, který bude odeslán. Pokud aplikace neurčí data pro přenos, bude stejná aplikace otevřena i na přijímajícím zařízení. V případě že přijímající zařízení nemá aplikaci nainstalovanou, otevře se stránka aplikace v Google Play Store.

## Android Beam a další platformy
Android Beam může být použit k odesílání všeobecných dat, jako jsou kontaktní karty, webové stránky a další základní data přes Bluetooth.

### Omezení
Přenos z YouTube pomocí aplikace Android YouTube nebo jiných platformově specifikovaných dat nelze uskutečnit, protože to vyžaduje druhé zařízení s podporou Android Beam pro otevření aplikace a pozastavení videa na zaslané pozici přehrávání.
Zařízení s Apple iOS nemají standardní sdílení souborů přes Bluetooth. Android Beam je omezen na zařízení se systémem Android, přenos fotografií a videí na jiné platformy není v současné době podporován.

## S Beam
S Beam je rozšíření Android Beam od společnosti Samsung, poprvé bylo použito na telefonech Galaxy S III. Používá technologii NFC (Near field communication) k vytvoření spojení pomocí Wi-Fi Direct pro přenos dat mezi dvěma zařízeními. To má za následek vyšší rychlost přenosu mezi zařízeními, která jsou vybavena funkcí S Beam.

### S Beam vs Android Beam
Na rozdíl od Android Beam, S Beam používá k přenosu Wi-Fi Direct namísto Bluetooth, což má za následek rychlejší přenos dat. S Beam je ale omezen na zařízení s podporou této funkce, Wi-Fi Direct, NFC a na zařízení Samsung, jako je např. Samsung Galaxy S III.